# Czystek wawrzynolistny
Czystek wawrzynolistny, czystek laurolistny (Cistus laurifolius L.) – gatunek roślin należący do rodziny czystkowatych (posłonkowatych) (Cistaceae). Rośnie dziko w basenie Morza Śródziemnego w państwach: Maroko, Turcja, Hiszpania, Portugalia, Francja, Grecja, Włochy. Rośnie w miejscach suchych, skalistych, w makii i garigu. Kwitnie od maja do lipca.

## Morfologia
PokrójKrzew o pędach prosto wznoszących się, osiągający do 1,5 m wysokości.
LiściePojedyncze, naprzeciwległe, ogonkowe, osiągają do 8 cm długości i mają kształt od owalnego do lancetowatego. Z wierzchu są ciemnozielone i nagie, a od spodu gęsto, biało owłosione. Poza wiązką centralną, wyraźna jest dolna para wiązek bocznych, stąd liście wyglądają na trójżyłkowe.
KwiatyWyrastają w wierzchotkach przypominających baldach. Osiągają do 6 cm średnicy. Okazałych, białych płatków jest 5, działek kielicha 3. Pręciki są bardzo liczne. Słupek z bardzo krótką szyjką.
OwoceDrewniejące torebki.

## Zastosowanie
- Roślina lecznicza, surowcem są suszone liście. W tradycyjnej medycynie ludowej krajów w basenie Morza Śródziemnego czystek wawrzynolistny był używany w leczeniu  zaburzeń układu pokarmowego, choroby wrzodowej, chorób reumatycznych, schorzeń układu oddechowego, stanów zapalnych skóry i cukrzycy[6].
- Otrzymuje się z niego ladanum. W biblijnej Księdze Rodzaju cytowane jest hebrajskie słowo lōţ, tłumaczone później na ladanum, a w Biblii Tysiąclecia jako żywica. Zdaniem F. N. Heppera opisane w Biblii ladanum otrzymywano z czystka wawrzynolistnego, jest to jednak zdanie odosobnione, pozostali badacze roślin biblijnych uważają, że były to czystek szary i czystek kreteński[7].